# Muñico
Muñico település Spanyolországban, Ávila tartományban. Muñico Mirueña de los Infanzones, Manjabálago, Gallegos de Sobrinos, Solana de Rioalmar, Cillán és Valdecasa községekkel határos. Lakosainak száma 80 fő (2024).

## Népesség
A település népessége az utóbbi években az alábbiak szerint változott:
| Lakosok száma | 141  | 129  | 127  | 127  | 121  | 103  | 112  | 89   | 80   | 80   |
|               | 2001 | 2004 | 2006 | 2009 | 2011 | 2014 | 2016 | 2019 | 2021 | 2024 |